# Harakiri (album)
Pour les articles homonymes, voir Hara-kiri (homonymie).
Albums de Serj Tankian
Imperfect Remixes
(2011) Orca Symphony No. 1
(2013)
Singles
1. Figure It Out
Sortie : 1er mai 2012
2. Cornucopia
Sortie : 4 juillet 2012
3. Harakiri
Sortie : juillet 2012

Harakiri est le troisième album studio en solo de Serj Tankian, connu principalement comme étant le chanteur du groupe metal Américano-Arménien System of a Down, sorti mondialement le 10 juillet 2012.

## Liste des pistes
| Harakiri | Harakiri                     | Harakiri | Harakiri | Harakiri | Harakiri | Harakiri | Harakiri | Harakiri | Harakiri |
| No       | Titre                        | Durée    |          |          |          |          |          |          |          |
| -------- | ---------------------------- | -------- | -------- | -------- | -------- | -------- | -------- | -------- | -------- |
| 1.       | Cornucopia                   | 4:28     |          |          |          |          |          |          |          |
| 2.       | Figure It Out                | 2:52     |          |          |          |          |          |          |          |
| 3.       | Ching Chime                  | 4:05     |          |          |          |          |          |          |          |
| 4.       | Butterfly                    | 4:10     |          |          |          |          |          |          |          |
| 5.       | Harakiri                     | 4:19     |          |          |          |          |          |          |          |
| 6.       | Occupied Tears               | 4:22     |          |          |          |          |          |          |          |
| 7.       | Deafeaning Silence           | 4:16     |          |          |          |          |          |          |          |
| 8.       | Forget Me Knot               | 4:26     |          |          |          |          |          |          |          |
| 9.       | Reality TV                   | 4:09     |          |          |          |          |          |          |          |
| 10.      | Uneducated Democracy         | 3:59     |          |          |          |          |          |          |          |
| 11.      | Weave On (avec Steven Sater) | 4:07     |          |          |          |          |          |          |          |
| 45:18    |                              |          |          |          |          |          |          |          |          |